# NGC 2495
NGC 2495 (również PGC 22457) – galaktyka spiralna (Sd), znajdująca się w gwiazdozbiorze Rysia.
Obiekt NGC 2495 odkrył 14 lutego 1855 roku R.J. Mitchell – asystent Williama Parsonsa. Identyfikacja obiektu nie jest jednak pewna, być może Mitchell obserwował inną z okolicznych galaktyk.